# Escadron

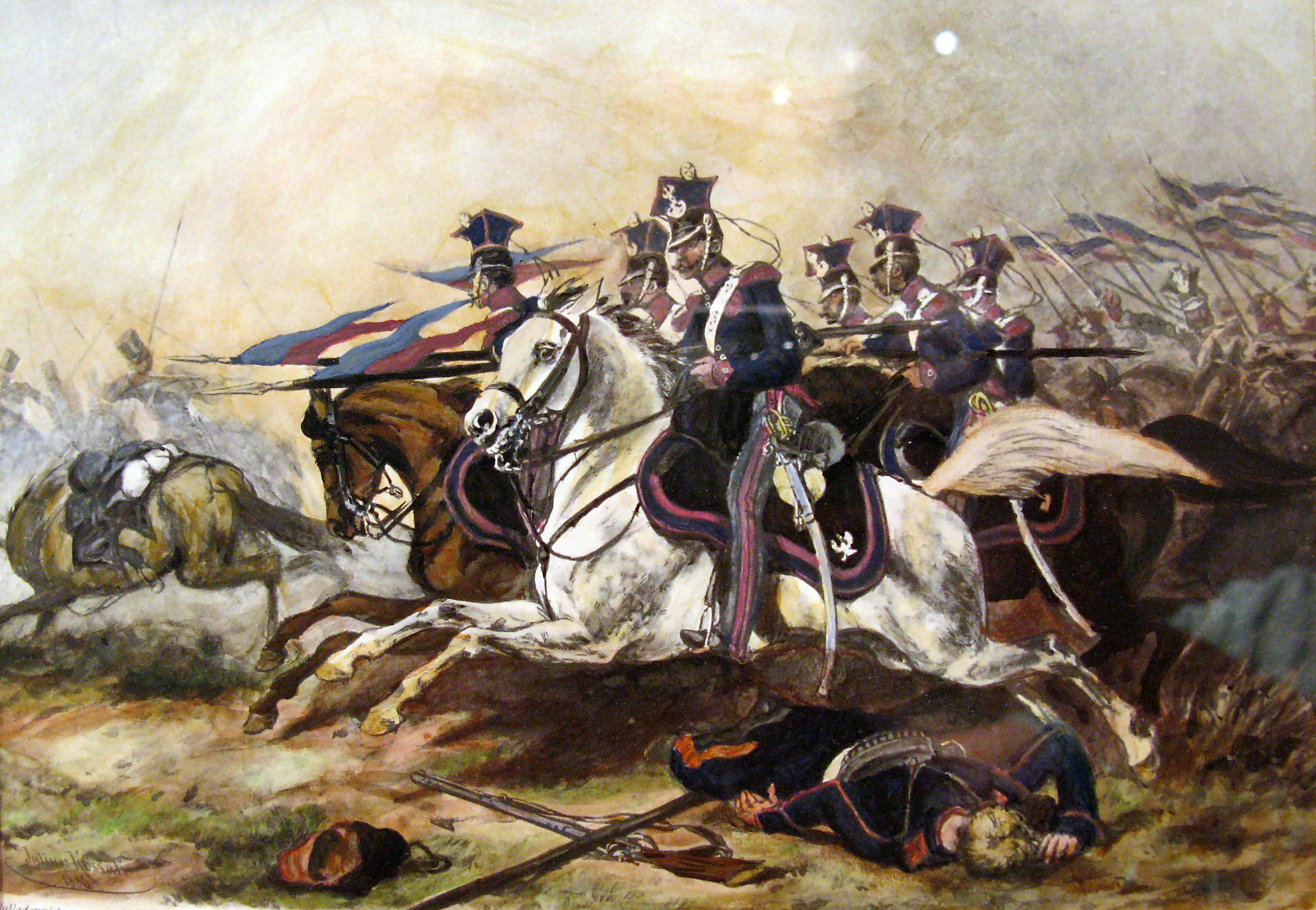
Escadron polonez în atac (Revolta din Noiembrie)

Escadronul (de la cuvântul latinesc exquadra) este o subunitate tactică și administrativă a unui regiment de cavalerie.
Primele escadroane au apărut în epoca lui Carol Quintul (secolul XVI). Inițial, formația lor tactică  a fost pe 17 rânduri, dar mai târziu, numărul rândurilor a fost redus până la 6 (în epoca războaielor religioase din Franța), 5 (sub Henric al IV-lea), 3 (sub Gustav Adolf) și în cele din urmă până la 2 (sub Frederic cel Mare).
Inițial escadroanele erau împărțite diferit la fiecare regiment și constau din mai multe sute de călăreți și cai; experiența a arătat, totuși, că dimensiunea mare a acelor escadroane le făcea dificil administrabile în luptă, reducând viteza de deplasare a atacului și crescând lungimea frontului. Prin urmare, la începutul secolului al XX-lea escadroanele de pretutindeni constau în 120-150 de cavaleriști. 
Mai multe escadroane de cavaleriști formau un divizion de cavalerie. 